# Parc Marcel-Cachin
Le parc Marcel-Cachin est un parc urbain à Saint-Denis.

## Présentation
D'une superficie de 6 hectare, le parc est aménagé sommairement en bordure de l'avenue Lénine et de l'avenue Marcel-Cachin dans le quartier de la Mutualité, ce conduit Mathieu Hanotin à proposer en 2019 de le réaménager, notamment en réunifiant ses différentes parties traversées par des voies routières.
Les concertations débutent en 2021 pour des travaux à lancer en 2024.
Au sud du parc, on trouve une crèche et une maison de santé.

## Informations pratiques

### Transports en commun
Le parc est accessible en bus uniquement, par les lignes 153, 253 et 353 du réseau de bus RATP à l'arrêt Marville.